# 藤原百能
藤原 百能（ふじわら の ももよし/ももの、養老4年（720年） - 天応2年4月17日（782年6月2日））は、奈良時代の女官。尚侍。藤原麻呂の娘。母は当麻氏。右大臣・藤原豊成の室。

## 生涯
聖武朝末年の天平21年（749年）4月、陸奥国産金の報告のための東大寺への行幸の日に無位から従五位下に叙され、内命婦となる。天平勝宝4年（752年）4月の大仏開眼会の時の献物碑にもその名前が見受けられる。その後、夫の豊成は天平勝宝9歳（757年）に左遷されたが、藤原仲麻呂の乱を経て、天平宝字8年（764年）9月右大臣に復し従一位に叙された。これに伴い、百能は正五位上から一躍従三位に昇叙し、位階から尚侍になったと推定される。翌年豊成が没し寡婦となる。称徳朝の神護景雲2年（768年）10月には正三位、光仁朝の宝亀9年（778年）8月従二位に昇叙。天応2年（782年）薨去した際の官位は、尚侍従二位。享年63。薨伝に「大臣薨して後、志を守ること年久しく、内職に供奉りて貞固を称へらる」とある。

## 官歴
『続日本紀』による
- 天平21年（749年）4月1日：従五位下
- 時期不詳：正五位上
- 天平宝字8年（764年）9月20日：従三位・尚侍？
- 神護景雲2年（768年）10月15日：正三位
- 宝亀9年（778年）8月15日：従二位
- 天応2年（782年）4月17日：薨去